# Латвия на летних Олимпийских играх 1932
Латвия принимала участие в Летних Олимпийских играх 1932 года в Лос-Анджелесе (США), и завоевала одну серебряную медаль.
Сборная страны состояла из 5 человек (все — мужчины), двое из них были спортсменами, а трое приняли участие в конкурсах искусств.
Легкоатлет Янис Далиньш выиграл серебряную медаль в соревнованиях по спортивной ходьбе, а десятиборец Янис Димза получил травму во время прыжков с шестом.

## Медалисты
| Медаль  | Спортсмен    | Вид спорта      | Дисциплина                        |
| ------- | ------------ | --------------- | --------------------------------- |
| Серебро | Янис Далиньш | Лёгкая атлетика | Мужчины, спортивная ходьба, 50 км |

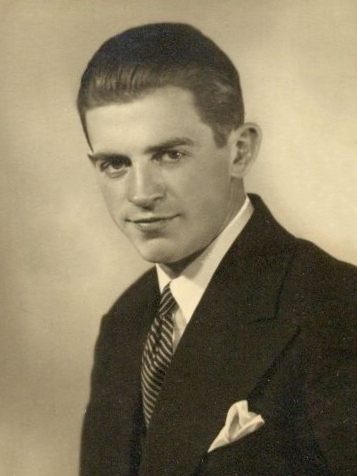
Янис Далиньш

Латвийский еженедельный иллюстрированный журнал «Atpūta» поместил на обложку своего номера 401 (08.07.1932) полноростовой портрет Я. Далиньша и Я. Димзы в спортивной форме.